# Feuerwehr in den Niederlanden

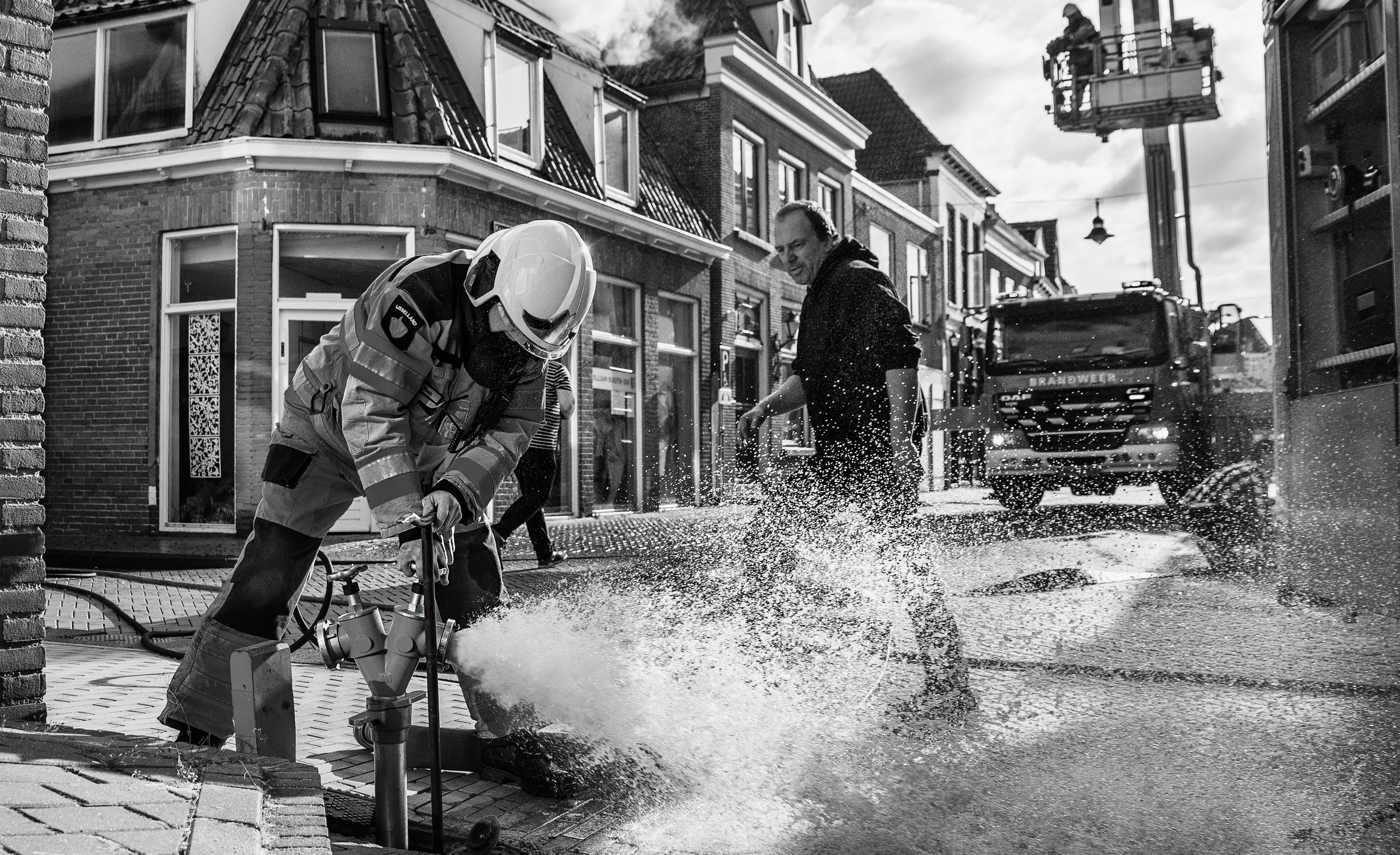
Brandbekämpfung in Steenwijk

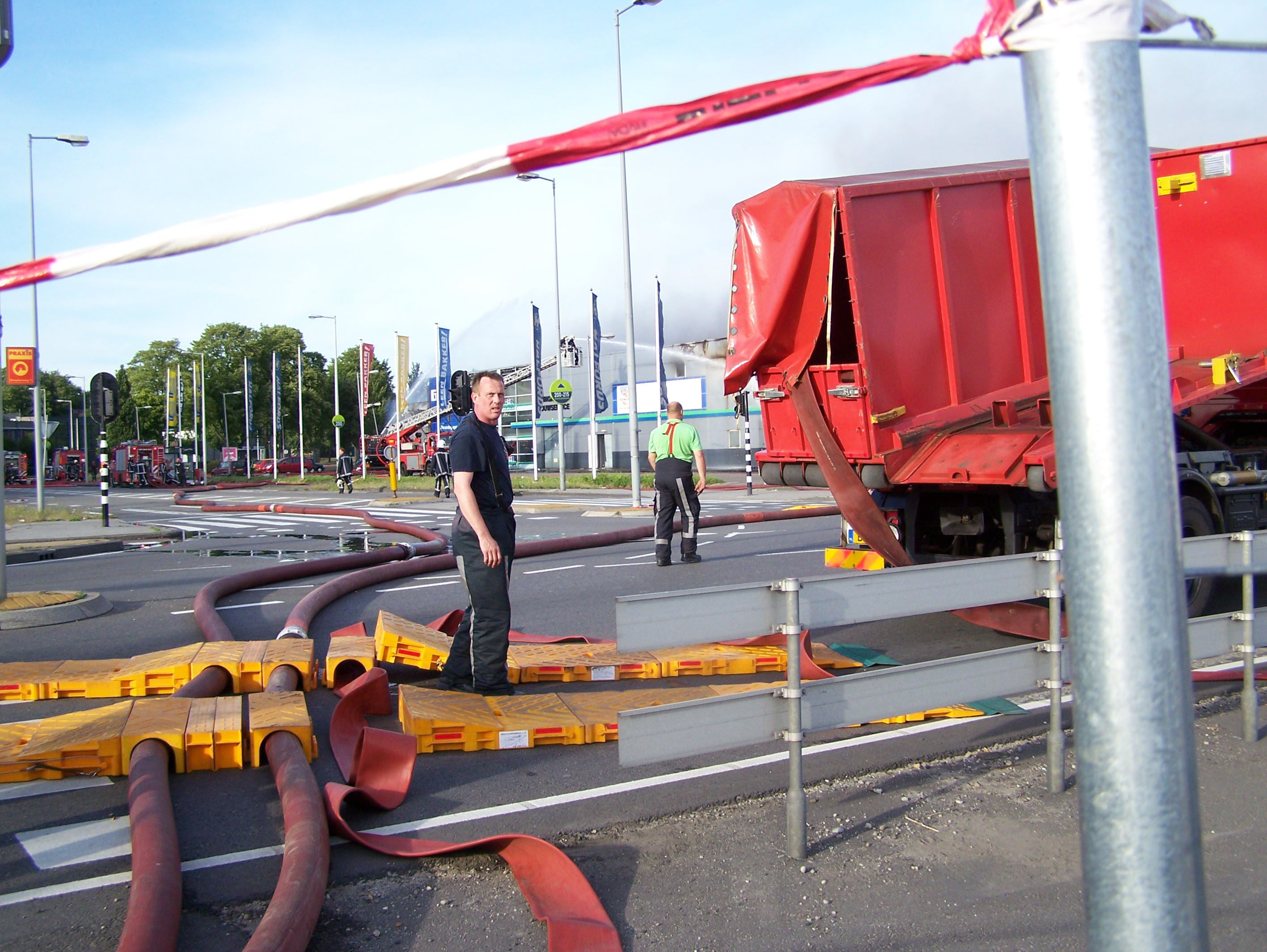
Schlauchverlegung für Großbrand 2008

Die Feuerwehr in den Niederlanden besteht aus 4.357 Berufsfeuerwehrleuten und 19.646 freiwilligen Feuerwehrleuten.

## Allgemeines
In den Niederlanden bestehen 969 Feuerwachen und Feuerwehrhäuser, in denen 1.070 Löschfahrzeuge und 130 Drehleitern bzw. Teleskopmasten für Feuerwehreinsätze bereitstehen. Insgesamt sind 24.003 Personen, davon 4.357 Berufsfeuerwehrleute und 19.646 freiwillige Feuerwehrleute, im Feuerwehrwesen tätig. Der Frauenanteil beträgt sechs Prozent. Die niederländischen Feuerwehren wurden im Jahr 2019 zu 143.500 Einsätzen alarmiert, dabei waren 38.900 Brände zu löschen. Hierbei wurden 22 Tote bei Bränden von den Feuerwehren geborgen.

## Feuerwehrverband
Der niederländische Feuerwehrverband Nederlandse Vereniging voor Brandweerzorg en Rampenbestrijding repräsentiert die niederländischen Feuerwehren mit ihren rund 24.000 Feuerwehrangehörigen im Weltfeuerwehrverband CTIF (Comité technique international de prévention et d’extinction du feu) seit dessen Gründung am 16. August 1900 in Paris. Darüber hinaus bestehen Verbindungen insbesondere zu europäischen Feuerwehrverbänden, wie dem Deutschen Feuerwehrverband.